# Mika Keränen

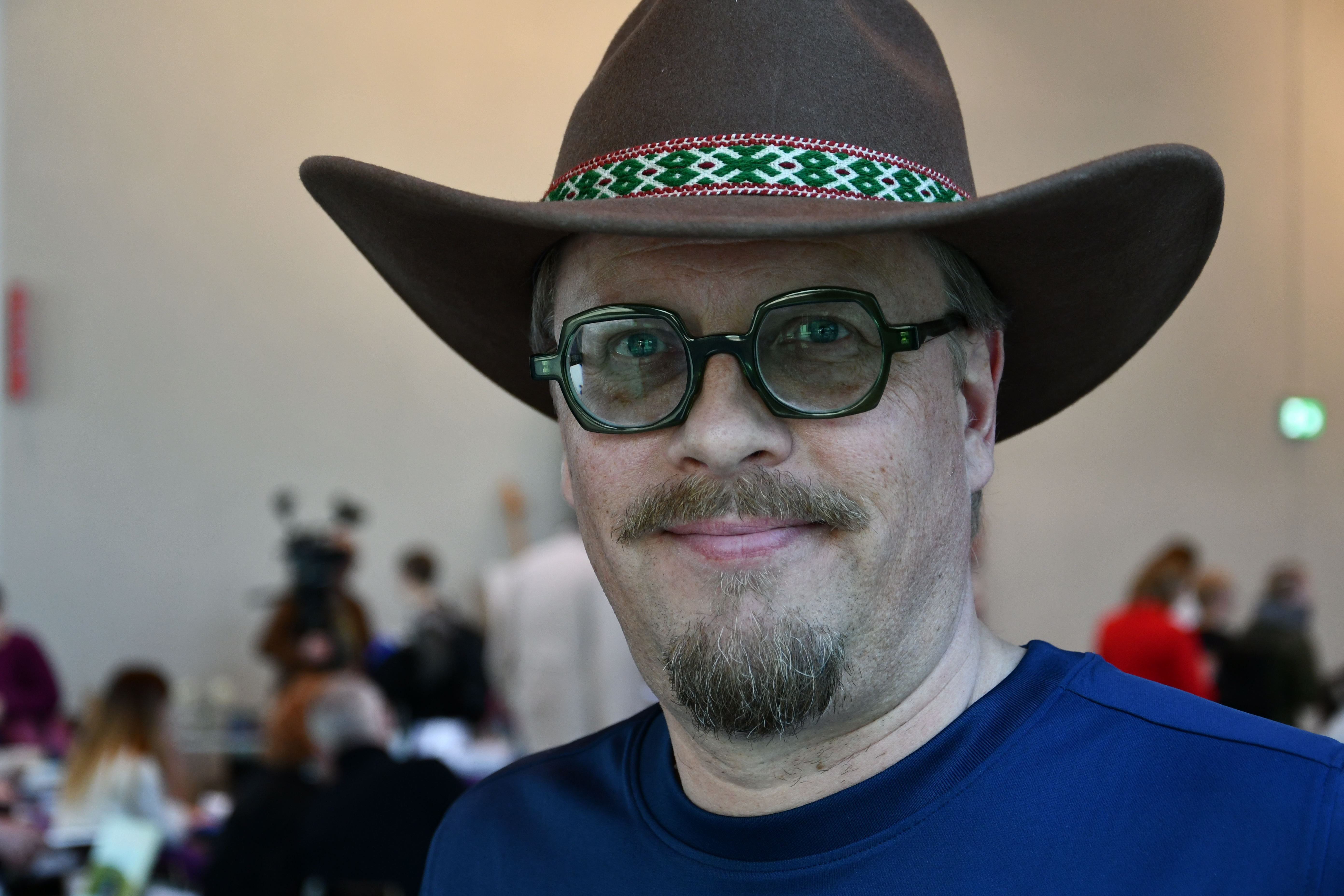
Mikä Keränen 2025

Mika Keränen (* 24. November 1973 in Helsinki) ist ein estnischer Kinderbuchautor finnischer Herkunft und Übersetzer estnischer Literatur ins Finnische.

## Leben
Keränen machte 1992 in Kitee (Nordkarelien) Abitur und nahm danach eine Ausbildung an der Gartenbauschule in Ilomantsi auf, die er jedoch nicht abschloss. Auch ein Studium an der Estnischen Universität der Umweltwissenschaften in Tartu blieb ohne Abschluss, erfolgreich dagegen war sein Studium an der Universität Tartu, das er 1999 im Fach Estnisch als Fremdsprache beendete.
Von 2002 bis 2006 arbeitete Keränen am Finnland-Institut in Estland, seit 2006 lebt er als freiberuflicher Schriftsteller und Finnischlehrer in Tartu. Im Jahr 2018 ist er Stadtschreiber der Universitätsstadt.
Er ist Mitglied des Estnischen Schriftstellerverbands.

## Werk
Keränen publizierte zunächst Gedichte und war frühzeitig im estnischen literarischen Leben präsent, wie seine Erwähnung in einer 2001 erschienenen Literaturgeschichte beweist. Die größten Erfolge erzielte er jedoch mit seinen Kinderbüchern, deren erstes 2008 herauskam. Seitdem hat er in rascher Folge weitere Bücher vorgelegt.
Keränen übersetzte u. a. Werke von Mehis Heinsaar, Andrus Kivirähk, Hasso Krull und Veiko Märka ins Finnische. Seine eigenen Bücher liegen außer auf Estnisch auch auf Finnisch und Lettisch vor.

## Auszeichnungen
- 2010 Literaturpreis des Estnischen Kulturkapitals (Kinderliteratur)

## Bibliografie
- (als Mihkel Kera) Tähelepanekuid noorusaastatest ('Beobachtungen aus den Jugendjahren'). Helsinki: Kirja kerrallaan 2003. 120 S.
- Varastatud oranž jalgratas. ('Das gestohlene orange Fahrrad') Tallinn: Jutulind 2008. 88 S.
- Peidetud hõbedane aardelaegas ('Die verborgene silberne Schatzkiste'), Tallinn: Jutulind 2009. 115 S.
- Vana roosa maja ('Das alte rosa Haus'). Tallinn: Jutulind 2010. 92 S.
- Salapärane lillenäppaja ('Der geheimnisvolle Blumenpflücker'). Tartu: Keropää 2011. 141 S.
- Armando. Tallinn: Tallinna Keskraamatukogu 2012. 44 S.
- Minu Supilinn ('Meine Suppenstadt' [Bezeichnung eines Stadtteils von Tartu]). Tartu: Petrone Print 2012. 196 S.
- Professor Must ('Professor Schwarz'), Tartu: Keropää 2013. 140 S.
- Väravajoonel ('Auf der Torlinie'). Tartu: Keropää 2014. 222 S.
- Kuldne Lurich ('Der goldene Lurich'), Tartu: Keropää 2014. 146 S.
- Küttepuuvargad ('Die Brennholzdiebe'), Tartu: Keropää 2015. 118 S.
- Jõmmu ('Dickerchen'), Tartu: Keropää 2016. 157 S.
- Fantoomrattur ('Der Phantomradfahrer'), Tartu: Keropää 2017. 157 S.